# 白鳥町立石徹白中学校
白鳥町立石徹白中学校（しろとりちょうりつ　いとしろちゅうがっこう）は、かつて岐阜県郡上郡白鳥町（現・郡上市）に存在した公立中学校。

## 概要
- 旧・福井県大野郡石徹白村の中学校であり、石徹白小学校と併設していた。1980年白鳥中学校に統合され廃校。
- 校舎などの施設は石徹白小学校と共用であり、廃校後は石徹白小学校の施設となっている。

## 沿革
- 1947年（昭和22年）4月1日 - 石徹白村立石徹白中学校として開校。石徹白小学校に併設。
- 1948年（昭和23年）9月3日 - 中学校校舎が完成。
- 1952年（昭和27年）12月 - 寄宿舎が完成。
- 1953年（昭和28年） - 裁縫室、音楽室が完成。
- 1958年（昭和33年）
  - 10月14日 - 石徹白村の一部（三面、小谷堂）が和泉村に編入され、三面・小谷堂地区の生徒は石徹白中学校から転出する。
  - 10月15日 - 石徹白村の残部が岐阜県郡上郡白鳥町に編入される。同時に白鳥町立石徹白中学校に改称する。
- 1969年（昭和44年） - 屋内体育館が完成。
- 1970年（昭和45年）12月 - 小中学校共用の新校舎（鉄筋コンクリート造2階建）が完成。
- 1980年（昭和55年）
  - 3月26日 - 閉校式を行う。
  - 3月31日 - 白鳥中学校に統合され廃校。